# Eucalyptus brevistylis
Eucalyptus brevistylis is een groenblijvende boom uit de mirtefamilie (Myrtaceae). De soort komt van nature voor in het zuidwesten van West-Australië. Hij wordt tot 25 meter hoog. In Australië wordt de boom doorgaans 'Rate's tingle' genoemd.

## Kenmerken
Eucalyptus brevistylis wordt tot 25 meter hoog.
De schors is grijsbruin over roodbruin, dik, grof vezelachtig, gespleten en papierachtig aan de buitenzijde.
De jonge blaadjes groeien twee knopen tegenoverstaand en vervolgens verspreid. Ze zijn 4-7 × 2,5-6 cm groot, hartvormig of eirond, gelobd of asymmetrisch afgeknot en hangen steeds aan stengels. De volwassen bladeren groeien verspreid. Ze zijn tot 5,3 × 9-11 cm groot, lancetvormig of licht sikkelvormig, dun, midgroen aan de bovenkant en hangen aan een 1 tot 2 cm lange stengel. De nervatuur is netnervig. De zijnerven liggen in een hoek van 45° tot de middennerf.
De boom bloeit van februari tot mei. De knoppen groeien op stengels en zijn 3 × 3 mm groot. De bloem staat op een okselstandige, 7 tot 13 mm lange, stengel en is wit. Het operculum is rond.
De vrucht is 6-10 × 6-9 mm groot, op een 3 tot 6 mm lange stengel. Ze is afgerond bolvormig. De zaden zijn bruin en 1 tot 3 mm lang

## Habitat
De boom groeit van nature in het zuidwesten van West-Australië. Hij groeit in vochtige laaggelegen bossen rond Walpole.

## Taxonomie
De boom werd voor het eerst beschreven door Brooker in 1974.
Eucalyptus brevistylis (Rate's tingle) wordt samen met Eucalyptus jacksonii (red tingle) en Eucalyptus guilfoylei (yellow tingle) tot de tinglebomen gerekend. De term 'tingle' is vermoedelijk van Aboriginesafkomst.
De boom wordt door de Australische overheid bij de categorie Priority 4 van mogelijk bedreigde soorten gerekend.

## Galerij

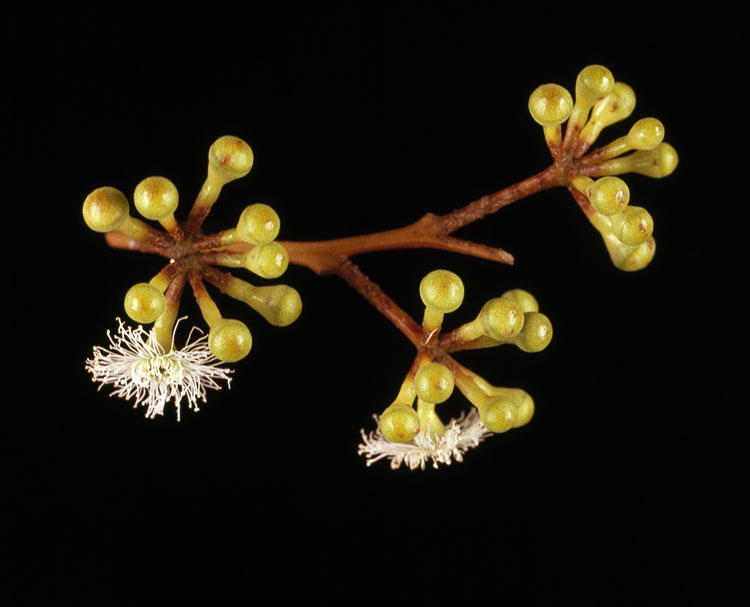
koppen en bloem (bladeren verwijderd)
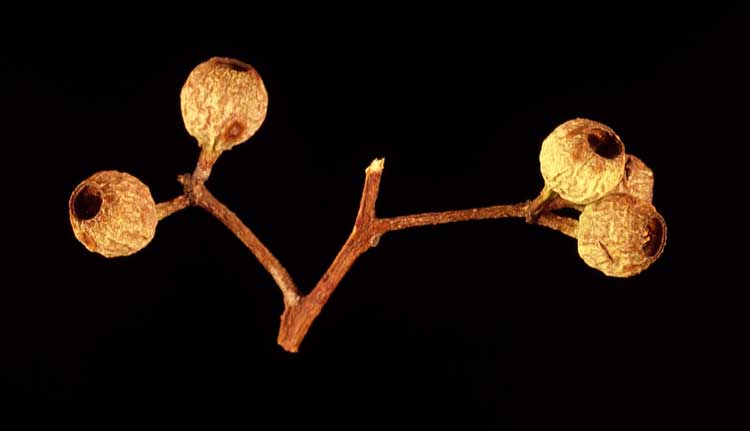
vrucht

... · 
E. brevistylis · 
E. camaldulensis · 
E. diversicolor (Karri) · 
E. erythrocorys · 
E. eudesmioides · 
E. globulus (Blauwe gomboom) · 
E. gomphocephala · 
E. guilfoylei · 
E. gunnii (Cidergomboom) · 
E. jacksonii · 
E. loxophleba · 
E. marginata (Jarrah) · 
E. rudis · 
E. viminalis (Suikereucalyptus) · 
E. wandoo (Wandoo) · 
...